# Francis Bellamy

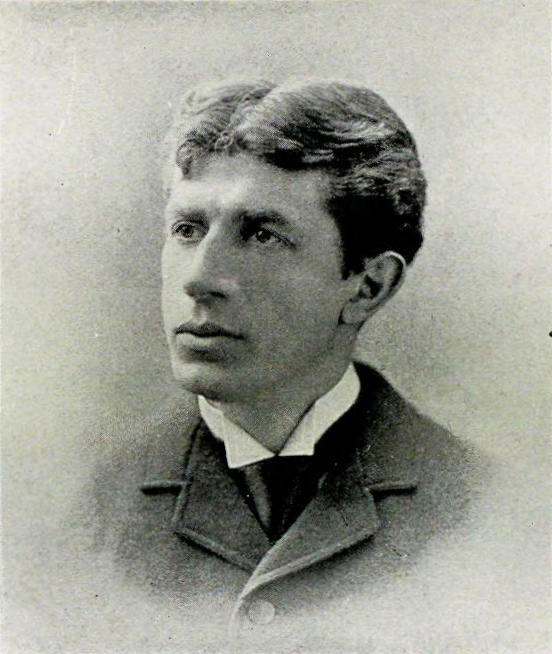

Francis Julius Bellamy (Mount Morris, Nueva York, 18 de mayo de 1855 – 28 de agosto de 1931) fue un ministro religioso socialista cristiano estadounidense, conocido por ser el autor del Juramento de Lealtad a la bandera de Estados Unidos.

## El Juramento
En 1891, Daniel Sharp Ford, dueño del Youth's Companion, contrató a Bellamy para trabajar con el sobrino de Ford, James B. Upham, en la revista. En 1888, el Youth's Companion lanzó una campaña para vender banderas de los Estados Unidos a las escuelas públicas para fomentar las solicitudes de suscripción. Para Upham y Bellamy, la promoción de la bandera se basaba en motivos que iban más allá de los meramente comerciales; bajo su influencia, el Youth's Companion se transformó en un ferviente defensor del movimiento en pro de la bandera en las escuelas, cuyo objetivo era que hubiese una bandera en cada escuela de la nación. En 1892, la revista había vendido banderas a aproximadamente 26 000 escuelas. Por aquel entonces, el mercado de banderas todavía no estaba saturado, aunque mostraba signos de agotamiento.
En 1892, Upham tuvo la idea de utilizar el 400 aniversario del descubrimiento de América por Cristóbal Colón para dar un impulso al movimiento en pro de la bandera en las escuelas. La revista convocó un evento para que coincidiese con la Exposición Mundial Colombina de Chicago de 1893. Formaba parte del programa oficial para el 12 de octubre un saludo a la bandera que debía hacerse en todas las escuelas de los Estados Unidos.
El Juramento fue publicado en la revista en el número del 8 de septiembre de 1892, e inmediatamente puso en marcha la campaña. Bellamy dio un discurso en un mitin nacional de directores de escuela, para promover dicho evento; la idea gustó, y se seleccionó un comité de líderes de centros educativos para llevar a cabo el programa, que incluía al inmediato predecesor del presidente de la Asociación Nacional de Educación. Bellamy fue elegido presidente. Habiendo recibido las bendiciones oficiales de los educadores, el comité de Bellamy asumió la tarea de difundir la idea por toda la nación y diseñar un programa oficial para que las escuelas lo siguiesen el día indicado. Estructuró dicho programa en torno a una ceremonia de izado de bandera y juramento.
El juramento que redactó originalmente decía:
"Juro lealtad a mi bandera y *a la República que representa, una nación indivisible con libertad y justicia para todos"
(* 'a' añadido en octubre de 1892).
La recitación era acompañada de un saludo a la bandera, conocido como el saludo Bellamy, descrito en detalle por Bellamy. Durante la Segunda Guerra Mundial, el saludo fue reemplazado por un gesto que consistía en poner la mano sobre el corazón, porque el saludo original de Bellamy implicaba extender el brazo en dirección a la bandera de una forma que recordaba el saludo Nazi. (Para conocer la historia del juramento, véase Juramento de Lealtad).
En 1954, en respuesta a la percepción de amenaza del comunismo, el presidente Eisenhower alentó al Congreso para que se añadiesen las palabras "al amparo de Dios", creando así el juramento de 31 palabras que es recitado hoy en día.
Bellamy relató cómo creó el juramento, y las razones que le llevaron a escoger cuidadosamente las palabras que lo componen:
"Comenzó como una intensa unión con los momentos destacados de nuestra historia nacional, desde la Declaración de Independencia en adelante; con la redacción de la Constitución... con el sentido de la Guerra Civil; con las aspiraciones del pueblo...
"La verdadera razón del juramento a la bandera es la 'república a la que representa'....¿Y qué significa esto último, la República? Es el nombre político conciso de la nación - ésa que en la Guerra Civil se luchó por demostrar que era sólo una. Para poner en claro la idea de que la nación era sólo una, debemos especificar que es indivisible, como Webster y Lincoln repetían en sus grandes discursos. ¿Y su futuro?
"Justo aquí surge la tentación de la histórica consigna de la Revolución francesa que tanto significó para Jefferson y sus amigos, 'Libertad, igualdad, fraternidad'. No, sería fantasear demasiado, tardaría demasiados años, miles, en hacerse realidad. Pero nosotros como una nación permanecemos fieles a la doctrina de libertad y justicia para todos..."
Bellamy "consideraba el juramento como una 'inoculación' que protegería a aquellos americanos, inmigrantes y no inmigrantes que no fuesen lo suficientemente patrióticos, del 'virus' del radicalismo y la subversión."